# Balon stratosferyczny

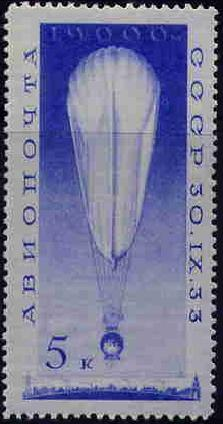
Radziecki znaczek pocztowy z wizerunkiem stratostatu "CCCP-1"

Balon stratosferyczny, zwany też stratostatem – balon przeznaczony do lotów stratosferycznych na wysokość rzędu 20-40 km. W ogromnej większości wykorzystywane są one do prowadzenia badań zjawisk zachodzących w stratosferze oraz promieniowania kosmicznego.

## Konstrukcja
Powłoka stratostatów ma pojemność co najmniej 100 000 m³ i jest elastyczna, a wysokość całego balonu może sięgać 100-120 metrów. Załogowe balony posiadają ciśnieniową, hermetyzowaną gondolę zaopatrzoną w urządzenia klimatyzacyjne oraz w system amortyzujący lądowanie. Stratostat napełniany jest helem lub wodorem. W tym drugim przypadku, z uwagi na wybuchowe właściwości wodoru, choć jest on tańszy niż hel, napełnia się nim stratostaty bezzałogowe (balony meteorologiczne), służące do badań górnych warstw atmosfery. Z powodu różnicy ciśnień panującej pomiędzy poziomem ziemi a planowaną wysokością, na którą ma wznieść się stratostat, balon napełniany jest gazem do 1/10 swej maksymalnej objętości. Wraz ze wzrostem wysokości i spadkiem zewnętrznego ciśnienia, ciśnienie gazu w balonie wypełnia całą powłokę. Dzieje się tak na wysokości rzędu 20-23 tys. metrów. Aby nie doszło do rozerwania powłoki balonu załogowego przez rozprężający się gaz, uchodzi on przez specjalny rękaw zamontowany w powłoce. Spadek siły nośnej spowodowany utratą gazu równoważony jest zrzucanym balastem.
Pierwotnie balony stratosferyczne posiadały powłoki wykonywane z jedwabiu, dla uzyskania szczelności pokrywane cienką warstwą gumy. Uzyskiwane przez nie wysokości przekroczyły z czasem 30 tys. metrów. 10 września 1956 r. zbudowany na uniwersytecie w Minneapolis w USA balon bez pilota osiągnął wysokość 43 561 m, bijąc poprzedni rekord o ok. 6 tys. m. Balon miał kształt piramidy wysokości 60 m. Szczelna powłoka wykonana z folii poliestrowej o handlowej nazwie mylar zawierała 28 tys. m³ helu. Balon uniósł 25 kg przyrządów pomiarowych do rejestracji parametrów meteorologicznych i promieniowania kosmicznego.
Obecnie powłoki balonów stratosferycznych pokrywana jest metalizowanym lakierem, mającym chronić przed nadmiernym nagrzewaniem się gazu na skutek dużego nasłonecznienia, panującego na wysokich pułapach.
Najbardziej znanym polskim balonem stratosferycznym był załogowy balon Gwiazda Polski.